# Tenzin Delek Rinpocze
Tulku Tenzin Delek Rinpocze (ur. 1950 w Litang, zm. 12 lipca 2015) – mnich buddyjski i działacz społeczny w prowincji Syczuan.

## Życiorys
W latach 1982–1987 studiował w klasztorze Drepung w Indiach. Dalajlama XIV rozpoznał w nim wówczas inkarnację nauczyciela buddyjskiego z klasztoru Lithang.
Po powrocie do Tybetu miał wiele problemów z lokalnymi władzami. Kiedy zabroniono mu wznoszenia klasztoru w rodzinnym Njagczu, pojechał do Pekinu i uzyskał zgodę X Panczenlamy.
Wielokrotnie narażał się władzom, otwarcie deklarując lojalność wobec Dalajlamy, odbudowując kolejne klasztory, zakładając szkoły, sierocińce i domy starców, protestując przeciwko karczowaniu tybetańskich lasów i pełniąc rolę mediatora w lokalnych konfliktach.
Władze Kardze próbowały go aresztować dwukrotnie – w 1998 i 2000 roku. Areszty zostały zawieszone po petycjach Tybetańczyków.
W kwietniu 2002 roku władze chińskie w Litangu aresztowały go oraz byłego mnicha Lobsanga Dhondupa. Obaj zostali oskarżeni o spowodowanie serii eksplozji bomb. Lobsang Dhondup został skazany na śmierć, Tenzin Delek Rinpocze na śmierć, z dwuletnim zawieszeniem wykonania wyroku.
Wobec masowych międzynarodowych protestów w tej sprawie, władze chińskie zapewniły, że Tenzin Delek Rinpocze oraz Lobsang Dhondup będą mogli złożyć apelację w Sądzie Najwyższym. Pomimo to 26 stycznia 2003 roku, bezpośrednio po utrzymywanym w tajemnicy procesie apelacyjnym w Sądzie Pośrednim stracony został Lobsang Dhondup.
26 stycznia 2005 sąd zmienił wyrok Tenzina z kary śmierci na dożywocie wraz z dożywotnim pozbawieniem praw obywatelskich.